# Margo Lanagan
Margo Lanagan (Waratah, 5 juni 1960) is een Australisch schrijfster van fantasy, horror en literaire fictie, voornamelijk voor jongere lezers. Ze won hiervoor onder meer vier World Fantasy Awards.

## Biografisch
Lanagan begon als schrijfster met het onder pseudoniem schrijven van verhalen voor kinderen in de bovenbouw van de basisschool. Haar eerste boek onder eigen naam viel ook in die categorie en heeft als titel WildGame. Lanagan bracht in 2000 haar eerste sciencefiction-fantasyboek voor volwassenen uit, een bundeling met tien korte verhalen getiteld White Time. Ze won in 2005 haar eerste World Fantasy Award voor haar korte verhaal Singing My Sister Down. Hierin moet een jongetje toekijken terwijl zijn oudere zus in het openbaar wordt terechtgesteld. Lanagan nam dit verhaal ook op in haar tweede bundel Black Juice, waarvoor ze haar tweede World Fantasy Award won.
Lanagan publiceerde in 2008 Tender Morsels, haar eerste boek van romanlengte. Hierin bewoont een jonge vrouw samen met haar twee dochters een idyllische plek, maar wordt ze gedwongen om harde realiteit en oude trauma's onder ogen te zien wanneer de grens met de echte wereld afbrokkelt. Hiervoor won Lanagan haar derde World Fantasy Award, voor de derde keer in een andere categorie. Haar vierde volgde in 2012 in de categorie beste novelle, die ze kreeg voor Sea Hearts. Hierin is een vrouw met magische krachten in staat om zeehonden te veranderen in vrouwen voor de mannen die hiervoor willen betalen. Lanagan breidde dit verhaal later uit tot romanlengte in het boek The Brides of Rollrock Island.

### Boeken
- 2008 - Tender Morsels (World Fantasy Award)
- 2009 - Sea Hearts (novelle, World Fantasy Award)
- 2012 - The Brides of Rollrock Island (een tot volledige roman uitgebreide versie van Sea Hearts)

### Verhalenbundels
- 2000 - White Time
- 2004 - Black Juice (World Fantasy Award)
- 2006 - Red Spikes
- 2011 - Yellowcake
- 2012 - Cracklescape

### Young adult
- 1995 - The Best Thing
- 1996 - Touching Earth Lightly

### Jeugd fictie
- 1991 - WildGame
- 1998 - The Tankermen
- 1998 - Walking Through Albert
- 2004 - Treasure-Hunters of Quentaris
- 2007 - The Singing Stones: A Tale of the Shimmaron

### Jeugdromans
- 1990 - Temper, Temper (als Mandy McBride)
- 1991 - The Cappuccino Kid (als Melanie Carter)
- 1991 - Star of the Show (als Belinda Hayes)
- 1991 - The Girl in the Mirror (als Belinda Hayes)
- 1992 - New Girl (als Mandy McBride)
- 1992 - Cover Girl (als Mandy McBride)
- 1992 - Nowhere Girl (als Gilly Lockwood)
- 1993 - Misty Blues (als Gilly Lockwood)
- 1993 - On the Wildside (als Gilly Lockwood)